# Moses Laufer
Moses Laufer (6. května[zdroj?] 1928 Montréal – 21. července 2006) byl britský psychoanalytik, ústřední postava tzv. Skupiny současných freudiánů. Byl žákem Anny Freudové, ale svým "návratem k sexualitě", jež je v pofreudovské psychoanalýze spíše výjimečným jevem, přímo navázal i na původní Freudovo učení ze Tří pojednání o sexuální teorii.

## Centrální masturbační fantazie
Svůj výzkum věnoval především období puberty a mladým adolescentům. Roku 1976 nejprve definoval takzvanou centrální masturbační fantazii. Ta se podle něj ustaví v rámci oidipovského komplexu a je jakousi mapou sexuální identifikace jedince. Centrální masturbační fantazie je nadřazena ostatním masturbačním fantaziím a sehrává klíčovou roli zejména u psychicky nestabilních jedinců. Ti mají zjevně jinak konstruovánu centrální fantazii než psychicky zdraví jedinci. Centrální fantazie zdravých jsou si podobné, centrální masturbační fantazie psychopatologického jedince je buď zcela osobitá (idiosynkratická), nebo fixovaná na nějaký zážitek z dětství (idiopatická). Je-li centrální fantazie takto chorobná, dostanou se jedinci v dospívání nutně do krizového bodu, kdy pochopí, že jejich sexualita (a tím i celá osobnost) nemá "přirozené řešení" v sociálních interakcích, mají pocit ustrnutí a nemožnosti pohnout se z místa, načež je zaplaví pocit kapitulace. Pro tyto jedince pak má masturbace jinou funkci než pro zdravé adolescenty, je vždy znovu zpřítomněním kapitulace, je spojena s pocitem podlehnutí a ponížení. Podle Laufera takoví adolescenti symbolicky "odevzdají své tělo matce", což značí odevzdání těla pregenitalitě, tedy na jedné straně perverzi, na druhé psychopatologii.

## Dětské a dospělé tělo
Roku 1984 se svou ženou Eglé publikoval knihu Adolescence and Developmental Breakdown, kde ještě více rozpracoval téma těla v dospívání a lidském životě vůbec. Zde si všiml, že u psychicky nemocných jedinců lze indikovat zcela specifický vztah ke svému tělu. Prožívají ho jako "zdroj a symbol své abnormality". Podle Laufera a Lauferové není přijetí obrazu dospělého těla v pubertě a na počátku dospělosti tak samozřejmé, jak se všeobecně soudí. Většina dospívajících na dětském, nezralém, neochlupeném těle lpí, ale povětšinou dospějí ke kompromisu - přijmou obraz zralého těla a smísí ho s jistými aspekty infantilního tělesného ideálu. Psychicky nestabilní jedinci však obraz dospělého těla nikdy nepřijmou ("do subjektu"). Nástup fyzického dospívání u nich vede k rozbití vazby mysli a těla, a tím pádem k postupné atrofii subjektivity, či fragmentaci subjektivity (tedy de facto k psychotickým přívalům, jejichž ničivost odvisí od toho, jak kvalitně je zbudováno Ego, jehož výstavba nesouvisí jen se sexualitou, ale i s agresí a vztahem s objekty). S korozí subjektivity jsou spojeny i útoky na odmítané dospělé tělo a nenávist k němu - Lauferovi zde vidí klíč k fenoménům jako je sebepoškozování adolescentů, anorexie, sebevražedné pokusy apod.